# Óscar Opazo
Óscar Mauricio Opazo Lara (Concón, Chile, 18 de octubre de 1990) es un futbolista profesional chileno que juega como lateral derecho en Colo-Colo de la Primera División de Chile. Además, es internacional absoluto con la Selección de fútbol de Chile.
Su carrera como futbolista profesional comenzó en el año 2008, jugando para el club Santiago Wanderers con el que logró el ascenso a Primera División un año más tarde. Se mantuvo en el primer equipo durante gran parte de su carrera. En el año 2017 se confirma sus traspaso a Colo-Colo, en donde logra conseguir 7 títulos profesionales y numerosas distinciones individuales.
Con la Selección de Chile, logró participar en la Copa América 2019, en la que llegó hasta el cuarto puesto. Jugó 14 partidos y marcó un gol ante Estados Unidos en un amistoso.

## Trayectoria

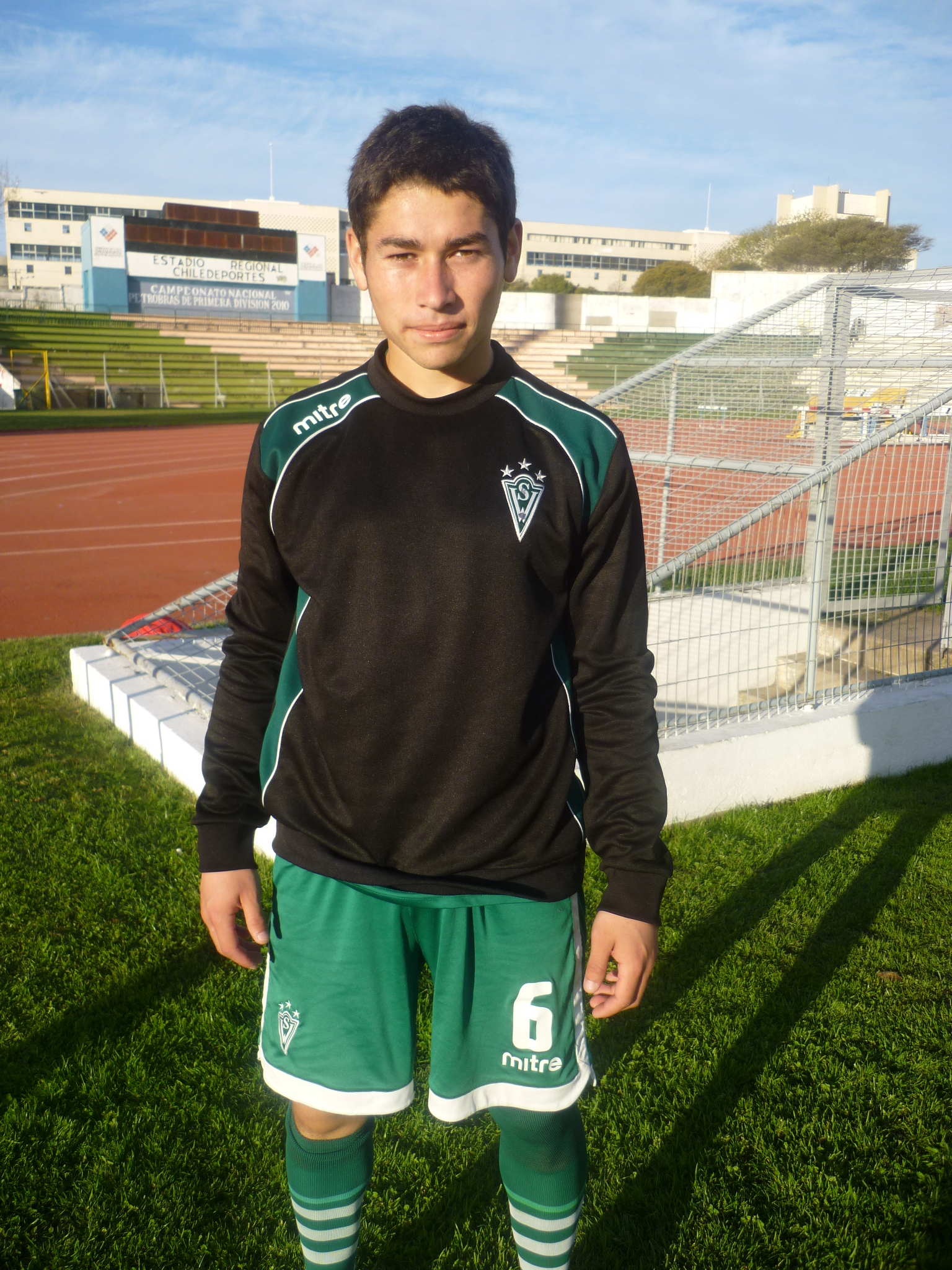
Óscar en un entrenamiento en el viejo Estadio Elías Figueroa Brander durante 2010.

Empezó jugando de manera amateur a los siete años en el Club Concón Bajo de su ciudad natal, a su vez paralelamente jugaba en el club rural San Carlos, para luego a los diecisiete años pasar a la cantera de Santiago Wanderers. Comenzó jugando como puntero izquierdo para luego ir siendo bajado de a poco hasta llegar a ser lateral debutando de la mano de Jorge Aravena en el primer equipo durante el Apertura 2008 de la Primera B de su país. A comienzos se veía como una de las nuevas figuras canteranas del equipo porteño conocidas durante esa temporada como Eugenio Mena, Agustín Parra y Sebastián Ubilla, pero mientras jugó algunos partidos quedó en deuda.
Con intermitentes apariciones en el primer equipo es parte del plantel que logra el ascenso de Santiago Wanderers a la Primera División durante el 2009. En el 2010 comienza a jugar con más regularidad lo cual se daría más al obtener la titularidad con la partida de Eugenio Mena, con quien compartía el puesto de lateral izquierdo en el club caturro, logrando incluso anotar su primer gol frente a la Universidad de Concepción. Ya para el 2011 cambia su posición de lateral izquierdo siendo ahora un lateral derecho donde comienza a destacar manteniéndose como titular en ambas posiciones durante las campañas venideras, hasta fines del Clausura 2014 cuando mostraba su mejor nivel que una lesión lo haría perderse las últimas fechas del torneo y casi todo el Apertura 2014.
Ya en 2016 lograría la consolidación en su carrera primero siendo el subcapitán del primer equipo, llegando a los 200 partidos oficiales por los porteños y luego destacando principalmente en el Torneo Apertura de aquel año llegando a ser considerado el mejor lateral derecho de la liga chilena llegando a ser sondeado por el Club Necaxa de México pero finalmente no sería transferido.
Luego de una mala campaña en el Clausura 2017 junto con su equipo, sería traspasado a Colo-Colo en una venta que implicaría el 75% de su pase por 500 mil dólares. Su comienzo en los albos sería difícil ya que el técnico Pablo Guede no lo tendría considerado pero gracias a buenas actuaciones tomaría la titularidad en el equipo llegando a obtener tres campeonatos en menos año.
En diciembre de 2022 se convierte en nuevo jugador de Racing Club en condición de libre, firmando un contrato por 2 años con opción a 1 año más.

## Selección nacional
A fines de 2016 fue convocado por primera vez a la Selección de fútbol de Chile para disputar dos partidos frente a Ecuador y Perú, encuentros válidos por la Clasificación de Conmebol para la Copa Mundial de Fútbol de 2018, donde no jugaría. En la siguiente fecha clasificatoria también sería nominado pero nuevamente no llegaría a jugar. Finalmente su debut se daría en la China Cup 2017 como titular en el primer encuentro frente a Croacia para luego llegar a ser una de las figuras más destacadas de aquel campeonato que su selección ganaría.
Nuevamente en 2017 sería parte de la Selección de fútbol de Chile siendo citado para las últimas fechas de la Clasificación de Conmebol para la Copa Mundial de Fútbol de 2018 pero no llegaría a jugar. Ya para 2018 sería parte de entrenamientos del nuevo entrenador de su selección, Reinaldo Rueda, en los llamados microciclos.
El 30 de mayo de 2022, fue convocado por el director técnico Eduardo Berizzo, para afrontar el partido amistoso ante Selección de Corea del Sur y la Copa Kirin a llevarse a cabo en junio de 2022.

### Copa América 2019
Opazo fue nominado por Reinaldo Rueda para disputar el máximo torneo continental en Brasil. Chile comenzó jugando ante Japón donde Opazo ingresó en los últimos minutos por José Pedro Fuenzalida y Chile ganó 4-0. Después Chile jugó ante Ecuador y Chile ganó 2-1 clasificándose a cuartos de final del torneo. Opazo no jugó aquel partido.
En el tercer partido de Chile en la fase de grupos, ya clasificado enfrentó a Uruguay donde Opazo fue titular en desmedro de Jean Beausejour, por precaución de suspensión por tarjetas amarillas. Opazo fue el mejor jugador de Chile junto al lateral derecho Paulo Díaz, reemplazante de Mauricio Isla, también de bajo rendimiento. Sin embargo, Chile perdió 1-0 con gol de Edinson Cavani en el minuto 83. Chile quedó segundo de grupo con 6 puntos, abajo del puntero Uruguay con 7 puntos.
En cuartos de final, Chile se enfrentó a Colombia, donde Opazo y Díaz no jugaron pese a su buen rendimiento. Sin embargo, Chile pasó a semifinales al empatar 0-0 y al haber ganado 5-4 en penaltis.

### Participaciones en Copa América
| Torneo            | Sede   | Resultado    | Partidos | Goles |
| ----------------- | ------ | ------------ | -------- | ----- |
| Copa América 2019 | Brasil | Cuarto lugar | 2        | 0     |

### Partidos internacionales
Actualizado hasta el 14 de junio de 2022.
| Partidos internacionales | Partidos internacionales | Partidos internacionales                                 | Partidos internacionales | Partidos internacionales | Partidos internacionales | Partidos internacionales | Partidos internacionales | Partidos internacionales | Partidos internacionales |
| N.º                      | Fecha                    | Estadio                                                  | Local                    | Resultado                | Visitante                | Goles                    | Asistencias              | Competición              |                          |
| ------------------------ | ------------------------ | -------------------------------------------------------- | ------------------------ | ------------------------ | ------------------------ | ------------------------ | ------------------------ | ------------------------ | ------------------------ |
| 1                        | 11 de enero de 2017      | Guangxi Sports Center, Nanning, China                    | Chile                    | 1-1 4-1p                 | Croacia                  |                          |                          | China Cup 2017           |                          |
| 2                        | 15 de enero de 2017      | Guangxi Sports Center, Nanning, China                    | Islandia                 | 0-1                      | Chile                    |                          | 18' a Ángelo Sagal       | China Cup 2017           |                          |
| 3                        | 16 de noviembre de 2018  | Estadio El Teniente, Rancagua, Chile                     | Chile                    | 2-3                      | Costa Rica               |                          |                          | Amistoso                 |                          |
| 4                        | 20 de noviembre de 2018  | Estadio Germán Becker, Temuco, Chile                     | Chile                    | 4-1                      | Honduras                 |                          |                          | Amistoso                 |                          |
| 5                        | 22 de marzo de 2019      | SDCCU Stadium, San Diego, Estados Unidos                 | México                   | 3-1                      | Chile                    |                          |                          | Amistoso                 |                          |
| 6                        | 26 de marzo de 2019      | BBVA Compass Stadium, Houston, EEUU                      | EEUU                     | 1-1                      | Chile                    |                          |                          | Amistoso                 |                          |
| 7                        | 6 de junio de 2019       | Estadio La Portada, La Serena, Chile                     | Chile                    | 2-1                      | Haití                    |                          |                          | Amistoso                 |                          |
| 8                        | 17 de junio de 2019      | Estadio Morumbi, São Paulo, Brasil                       | Japón                    | 0-4                      | Chile                    |                          |                          | Copa América 2019        |                          |
| 9                        | 24 de junio de 2019      | Estadio Maracaná, Río de Janeiro, Brasil                 | Chile                    | 0-1                      | Uruguay                  |                          |                          | Copa América 2019        |                          |
| 10                       | 5 de septiembre de 2019  | L.A. Memorial Coliseum, Los Ángeles, EEUU                | Chile                    | 0-0                      | Argentina                |                          |                          | Amistoso                 |                          |
| 11                       | 10 de septiembre de 2019 | Estadio Olímpico Metropolitano, San Pedro Sula, Honduras | Honduras                 | 2-1                      | Chile                    |                          |                          | Amistoso                 |                          |
| 12                       | 12 de octubre de 2019    | Estadio José Rico Pérez, Alicante, España                | Colombia                 | 0-0                      | Chile                    |                          |                          | Amistoso                 |                          |
| 13                       | 15 de octubre de 2019    | Estadio José Rico Pérez, Alicante, España                | Chile                    | 3-2                      | Guinea                   |                          | 71' a Felipe Mora        | Amistoso                 |                          |
| 14                       | 14 de junio de 2022      | Estadio de Fútbol de Suita, Japón                        | Chile                    | 1-1 1-3p                 | Ghana                    |                          |                          | Copa Kirin 2022          |                          |
|                          |                          |                                                          | Presencias               | 14                       | Goles                    | 1                        | 2                        |                          |                          |

| Selección chilena | Selección chilena | Selección chilena | Selección chilena | Selección chilena |
| Año               | Partidos          | Goles             | Asist.            |                   |
| ----------------- | ----------------- | ----------------- | ----------------- | ----------------- |
| 2017              | 2                 | 0                 | 1                 |                   |
| 2018              | 2                 | 0                 | 0                 |                   |
| 2019              | 9                 | 1                 | 1                 |                   |
| 2022              | 1                 | 0                 | 0                 |                   |
| Total             | 14                | 1                 | 2                 |                   |

## Estadísticas

### Clubes
| Club                       | Div.          | Temporada     | Liga  | Liga  | Liga   | Copas nacionales | Copas nacionales | Copas nacionales | Torneos internacionales | Torneos internacionales | Torneos internacionales | Total | Total | Total  |
| Club                       | Div.          | Temporada     | Part. | Goles | Asist. | Part.            | Goles            | Asist.           | Part.                   | Goles                   | Asist.                  | Part. | Goles | Asist. |
| -------------------------- | ------------- | ------------- | ----- | ----- | ------ | ---------------- | ---------------- | ---------------- | ----------------------- | ----------------------- | ----------------------- | ----- | ----- | ------ |
| Santiago Wanderers · Chile | 2.ª           | 2008          | 3     | 0     | 0      | —                | —                | —                | —                       | —                       | —                       | 3     | 0     | 0      |
| Santiago Wanderers · Chile | 2.ª           | 2009          | 6     | 0     | 0      | 1                | 0                | 0                | —                       | —                       | —                       | 7     | 0     | 0      |
| Santiago Wanderers · Chile | 1.ª           | 2010          | 17    | 1     | 0      | 4                | 0                | 0                | —                       | —                       | —                       | 21    | 1     | 0      |
| Santiago Wanderers · Chile | 1.ª           | 2011          | 30    | 0     | 2      | 4                | 0                | 0                | —                       | —                       | —                       | 34    | 0     | 2      |
| Santiago Wanderers · Chile | 1.ª           | 2012          | 26    | 0     | 3      | 2                | 0                | 0                | —                       | —                       | —                       | 28    | 0     | 3      |
| Santiago Wanderers · Chile | 1.ª           | 2013          | 12    | 0     | 1      | —                | —                | —                | —                       | —                       | —                       | 12    | 0     | 1      |
| Santiago Wanderers · Chile | 1.ª           | 2013-14       | 30    | 1     | 1      | 4                | 0                | 0                | —                       | —                       | —                       | 34    | 1     | 1      |
| Santiago Wanderers · Chile | 1.ª           | 2014-15       | 15    | 0     | 0      | —                | —                | —                | —                       | —                       | —                       | 15    | 0     | 0      |
| Santiago Wanderers · Chile | 1.ª           | 2015-16       | 29    | 0     | 4      | 4                | 0                | 0                | 2                       | 0                       | 0                       | 35    | 0     | 4      |
| Santiago Wanderers · Chile | 1.ª           | 2016-17       | 26    | 1     | 3      | 2                | 0                | 1                | —                       | —                       | —                       | 28    | 1     | 4      |
| Santiago Wanderers · Chile | Total club    | Total club    | 194   | 3     | 14     | 21               | 0                | 1                | 2                       | 0                       | 0                       | 217   | 3     | 15     |
| Colo-Colo · Chile          | 1.ª           | 2017          | 11    | 4     | 0      | 3                | 0                | 0                | —                       | —                       | —                       | 14    | 4     | 0      |
| Colo-Colo · Chile          | 1.ª           | 2018          | 25    | 1     | 6      | 2                | 2                | 1                | 10                      | 0                       | 0                       | 37    | 3     | 7      |
| Colo-Colo · Chile          | 1.ª           | 2019          | 21    | 0     | 1      | 2                | 0                | 0                | 2                       | 0                       | 0                       | 25    | 0     | 1      |
| Colo-Colo · Chile          | 1.ª           | 2020          | 15    | 0     | 0      | —                | —                | —                | 6                       | 0                       | 0                       | 21    | 0     | 0      |
| Colo-Colo · Chile          | 1.ª           | 2021          | 22    | 0     | 1      | 4                | 0                | 0                | —                       | —                       | —                       | 26    | 0     | 1      |
| Colo-Colo · Chile          | 1.ª           | 2022          | 26    | 0     | 1      | 3                | 0                | 0                | 7                       | 0                       | 0                       | 36    | 0     | 1      |
| Racing Club Argentina      | 1.ª           | 2023          | 7     | 0     | 0      | 1                | 1                | 0                | 1                       | 0                       | 0                       | 9     | 1     | 0      |
| Racing Club Argentina      | Total club    | Total club    | 7     | 0     | 0      | 1                | 1                | 0                | 1                       | 0                       | 0                       | 9     | 1     | 0      |
| Colo-Colo · Chile          | 1.ª           | 2023          | 10    | 1     | 1      | 5                | 0                | 1                | 2                       | 0                       | 0                       | 17    | 1     | 2      |
| Colo-Colo · Chile          | 1.ª           | 2024          | 24    | 2     | 0      | 5                | 0                | 1                | 9                       | 0                       | 1                       | 38    | 2     | 2      |
| Colo-Colo · Chile          | 1.ª           | 2025          | 9     | 0     | 0      | 4                | 0                | 0                | 2                       | 0                       | 0                       | 15    | 0     | 0      |
| Colo-Colo · Chile          | Total club    | Total club    | 163   | 8     | 10     | 28               | 2                | 3                | 38                      | 0                       | 1                       | 229   | 10    | 14     |
| Total carrera              | Total carrera | Total carrera | 364   | 11    | 24     | 50               | 3                | 4                | 41                      | 0                       | 1                       | 455   | 14    | 29     |
| 1. 2. 3.                   |               |               |       |       |        |                  |                  |                  |                         |                         |                         |       |       |        |

### Resumen estadístico
| Competición                   | Partidos | Goles | Asist. |
| ----------------------------- | -------- | ----- | ------ |
| Primera División de Chile     | 348      | 11    | 24     |
| Primera División de Argentina | 7        | 0     | 0      |
| Primera B de Chile            | 9        | 0     | 0      |
| Copa Chile                    | 45       | 1     | 4      |
| Supercopa de Chile            | 4        | 1     | 0      |
| Copa Argentina                | 1        | 1     | 0      |
| Copa Libertadores             | 33       | 0     | 1      |
| Copa Sudamericana             | 8        | 0     | 0      |
| Selección de Chile            | 14       | 1     | 2      |
| Total                         | 469      | 15    | 31     |

## Palmarés

### Títulos nacionales
| Título                  | Equipo      | País      | Año    |
| ----------------------- | ----------- | --------- | ------ |
| Supercopa de Chile      | Colo-Colo   | Chile     | 2017   |
| Primera División        | Colo-Colo   | Chile     | 2017-T |
| Supercopa de Chile      | Colo-Colo   | Chile     | 2018   |
| Copa Chile              | Colo-Colo   | Chile     | 2019   |
| Copa Chile              | Colo-Colo   | Chile     | 2021   |
| Supercopa de Chile      | Colo-Colo   | Chile     | 2022   |
| Primera División        | Colo-Colo   | Chile     | 2022   |
| Supercopa Internacional | Racing Club | Argentina | 2022   |
| Copa Chile              | Colo-Colo   | Chile     | 2023   |
| Primera División        | Colo-Colo   | Chile     | 2024   |
| Supercopa de Chile      | Colo-Colo   | Chile     | 2024   |

### Distinciones individuales
| Distinción                                                | Año  |
| --------------------------------------------------------- | ---- |
| Parte del Equipo Ideal de El Gráfico Chile                | 2016 |
| Mejor lateral derecho por Revista El Gráfico Chile - ANFP | 2018 |
| Parte del Equipo Ideal de El Gráfico Chile - ANFP         | 2018 |